# Antwerpen
Antwerpen (fra. Anvers) grad je u Belgiji. Glavni je grad istoimene belgijske pokrajine. Nalazi se u regiji Flandriji, u estuariju rijeke Schelde, oko 88 km od njezina ušća u Sjeverno more. Jedna je od najvećih europskih luka još od 19. stoljeća. Važno je trgovačko i financijsko središte povezano s Rajnskom industrijskom oblasti, a poznat je i po obradi dijamanata. U povijesnom središtu grada, nad kojim se uzdiže vitki toranj gotičke katedrale, nalaze se lijepe stare zgrade.
Plantin Moretu muzej tiskarstva u Antwerpenu uvršten je 2005. u UNESCO-ov popis mjesta svjetske baštine u Europi.

## Povijest
Ključnu ulogu u razvoju Antwerpena imalo je otkriće Amerike i dostava iz nje opljačkanog blaga u europske luke. Antverpenska luka pripadala je vojvodi od Burgundije, koji je kasnije postao Karlo V. Pišući 1560. godine o velikom trgovačkom gradu Antwerpenu, florentinski diplomat Ludovico Guicciardini napisao je da je na tržištu tog grada našao "bezbrojne vrste robe, dragog kamenja i bisera različite kvalitete, koje su Španjolci donijeli iz svoje Zapadne Indije i Perua zvanih Amerika i Novi svijet". Poglavito donose "u velikim količinama zlato, čisto srebro u šipkama i rukom izrađeno, koje je jednako tako najvećim dijelom iz tog novog i sretnog svijeta". Do 1555. Antwerpen je narastao do grada od preko 100 000 stanovnika, premda je još u doba otkrića Amerike 1490-ih vjerojatno imao manje od 20 000 žitelja.

## Poznate osobe
- Willem Elsschot (pseudonim od Alphonsus Josephus de Ridder), flamanski romanopisac i pjesnik.
- Paul van Ostaijen, flamanski pjesnik i prozni pisac.

## Vanjske poveznice
- Službena stranica  Arhivirana inačica izvorne stranice od 3. veljače 2011. (Wayback Machine) (nizoz.) (fr.) (engl.) (njem.)

### Ostali projekti
|  | Zajednički poslužitelj ima još gradiva o temi Antwerpen |